# Ostsemitische Sprachen
Die ostsemitischen Sprachen bilden neben den westsemitischen Sprachen einen von zwei Hauptzweigen der semitischen Sprachen. Er besteht aus zwei ausgestorbenen Sprachen: Dem Akkadischen und dem Eblaitischen (welches bisweilen auch als Dialekt des Akkadischen angesehen wird).
Das Akkadische und das Eblaitische weisen gegenüber den übrigen semitischen Sprachen zwei gemeinsame Neuerungen auf, die es rechtfertigen, sie zu einem ostsemitischen Zweig zusammenzufassen: Sie bilden den Nominativ Plural der Adjektive auf -ūt (z. B. akkadisch dannum „stark“, Plural dannūtum) und haben bei den pronominalen Suffixen spezielle Dativformen entwickelt.